# Óscar Celada
Óscar Luis Celada (Luarca, 9 marzo 1966) è un ex calciatore spagnolo, di ruolo centrocampista.

## Carriera
Nella stagione 1988-89, a 22 anni, Óscar Celada esordì in prima squadra con lo Sporting Gijón. Dopo sei stagioni con la squadra delle Asturie, nel 1994 passò al Real Zaragoza.
Nella prima delle sue tre stagioni con la squadra aragonese vinse la Coppa delle Coppe. L'unico trofeo della sua carriera.
Nel 1997 si trasferì a Las Palmas de Gran Canaria per giocare in Segunda División prima con l'Unión Deportiva Las Palmas e poi, nella sua ultima stagione da calciatore, con l'Universidad Las Palmas.
Nel 2008 tornò al Real Zaragoza come medico ufficiale della prima squadra.

## Palmarès

### Club

#### Competizioni internazionali
- Coppa delle Coppe: 1

Real Saragozza: 1994-1995